# 25C-NBOMe
25C-NBOMe或称为NBOMe-2C-C、2C-C-NBOMe、Cimbi-82是一种含氮有机氯化合物，分子式C
18H
22ClNO
3，是苯乙胺类化合物2C-C（2,5-二甲氧基-4-氯苯乙胺）的25-NB类衍生物之一，能作为5-HT2A受体的激动剂。